# Dom pod Złotą Gołębicą w Gdańsku
Dom pod Złotą Gołębicą – zabytkowa kamienica w Gdańsku. Mieści się w Głównym Mieście przy ul. Ogarnej.

## Historia
Kamienica powstała około 1610 roku. Nazwa pochodzi od niegdyś złoconego detalu przedstawiającego gołębia znajdującego się na fasadzie między pierwszym a drugim piętrem. Właścicielami obiektu byli m.in. Henryk Utesch (w 1628 roku), kupiec Jakub Dirksen (1797), rajca J.J. Schultz, Carl Friedrich Schuricht, kupiec P. Frantzen i kupiec Arthur Holzrichter. Na przełomie XIX i XX wieku w budynku funkcjonował kantor, a po I wojnie światowej firmy ubezpieczeniowa oraz spedycyjna. Obiekt został w większości rozebrany w 1957 i odbudowany cztery lata później według projektu prof. Adama Stefanowicza. W 1972 roku kamienicę wpisano do rejestru zabytków.